# Ronde van Valencia 2022 (mannen)
De 73e editie van de wielerwedstrijd Ronde van Valencia (Volta a la Comunitat Valenciana) werd verreden van 2 tot 6 februari 2022 met start in Elche en finish in Valencia. De ronde maakte deel uit van de UCI ProSeries 2022-kalender. De vorige editie in 2021 werd gewonnen door de Zwitser Stefan Küng, hij werd opgevolgd door Aleksandr Vlasov.

## Deelname
Er namen vijftien UCI World Tour-ploegen en acht UCI ProTeams.
| WorldTour | ProTeam |
| --- | --- |
| AG2R-Citroën Groupama-FDJ Astana Qazaqstan Bahrain-Victorious Bora-hansgrohe INEOS Grenadiers Intermarché-Wanty-Gobert Matériaux Quick Step-Alpha Vinyl Israel-Premier Tech Movistar Team Team BikeExchange Jayco Team DSM Team Jumbo-Visma Trek-Segafredo UAE Team Emirates | B&B Hotels p/b KTM Bingoal Pauwels Sauces WB Burgos-BH Caja Rural-Seguros RGA Equipo Kern Pharma Euskaltel-Euskadi Gazprom-RusVelo Human Powered Health |

## Etappe-overzicht
| Et. | datum      | start         | finish                              | type       | afstand  | winnaar          | klassementsleider |
| --- | ---------- | ------------- | ----------------------------------- | ---------- | -------- | ---------------- | ----------------- |
| 1   | 2 februari | Les Alqueries | Torralba del Pinar                  | Bergrit    | 166,7 km | Remco Evenepoel  | Remco Evenepoel   |
| 2   | 3 februari | Bétera        | Torrent                             | Heuvelrit  | 172,1 km | Fabio Jakobsen   | Remco Evenepoel   |
| 3   | 4 februari | Alicante      | Alto de las Antenas del Maigmó Tibi | Bergrit    | 155,1 km | Aleksandr Vlasov | Aleksandr Vlasov  |
| 4   | 5 februari | Orihuela      | Torrevieja                          | Vlakke rit | 193,1 km | Matteo Moschetti | Aleksandr Vlasov  |
| 5   | 6 februari | Paterna       | Valencia                            | Vlakke rit | 92 km    | Fabio Jakobsen   | Aleksandr Vlasov  |

## Klassementenverloop
| Etappe       | Winnaar          | Algemeen klassement · | Puntenklassement · | Bergklassement · | Jongerenklassement · | Ploegenklassement · |
| ------------ | ---------------- | --------------------- | ------------------ | ---------------- | -------------------- | ------------------- |
| 1            | Remco Evenepoel  | Remco Evenepoel       | Remco Evenepoel    | Ben King         | Remco Evenepoel      | Bahrain-Victorious  |
| 2            | Fabio Jakobsen   | Remco Evenepoel       | Remco Evenepoel    | Ben King         | Remco Evenepoel      | Bahrain-Victorious  |
| 3            | Aleksandr Vlasov | Aleksandr Vlasov      | Aleksandr Vlasov   | Ben King         | Remco Evenepoel      | INEOS Grenadiers    |
| 4            | Matteo Moschetti | Aleksandr Vlasov      | Aleksandr Vlasov   | Ben King         | Remco Evenepoel      | INEOS Grenadiers    |
| 5            | Fabio Jakobsen   | Aleksandr Vlasov      | Fabio Jakobsen     | Ben King         | Remco Evenepoel      | INEOS Grenadiers    |
| 0Eindstanden | 0Eindstanden     | Aleksandr Vlasov      | Fabio Jakobsen     | Ben King         | Remco Evenepoel      | INEOS Grenadiers    |

## Eindklassementen
| Plaats    | Naam               | Ploeg                  | Tijd      |
| --------- | ------------------ | ---------------------- | --------- |
| Gele trui | Aleksandr Vlasov   | Bora-hansgrohe         | 18u56'45" |
| 2         | Remco Evenepoel    | Quick Step-Alpha Vinyl | + 32"     |
| 3         | Carlos Rodriguez   | INEOS Grenadiers       | + 36"     |
| 4         | Enric Mas          | Movistar Team          | + 50"     |
| 5         | Alejandro Valverde | Movistar Team          | + 1'02"   |
| 6         | Jakob Fuglsang     | Israel-Premier Tech    | + 1'05"   |
| 7         | Luis León Sánchez  | Bahrain-Victorious     | + 1'14"   |
| 8         | Giulio Ciccone     | Trek-Segafredo         | + 2'00"   |
| 9         | Pavel Sivakov      | INEOS Grenadiers       | + 2'05"   |
| 10        | David de la Cruz   | Astana Qazaqstan       | + 2'28"   |
|           |                    |                        |           |
| 14        | Antwan Tolhoek     | Trek-Segafredo         | + 3'03"   |

| Plaats      | Naam             | Ploeg                  | Punten |
| ----------- | ---------------- | ---------------------- | ------ |
| Oranje trui | Fabio Jakobsen   | Quick Step-Alpha Vinyl | 62     |
| 2           | Aleksandr Vlasov | Bora-hansgrohe         | 50     |
| 3           | Elia Viviani     | INEOS Grenadiers       | 50     |
|             |                  |                        |        |
| 5           | Remco Evenepoel  | Quick Step-Alpha Vinyl | 42     |

| Plaats        | Naam             | Ploeg                  | Punten |
| ------------- | ---------------- | ---------------------- | ------ |
| Bolletjestrui | Ben King         | Human Powered Health   | 30     |
| 2             | Aleksandr Vlasov | Bora-hansgrohe         | 14     |
| 3             | Jan Tratnik      | Bahrain-Victorious     | 10     |
|               |                  |                        |        |
| 4             | Remco Evenepoel  | Quick Step-Alpha Vinyl | 8      |

| Plaats     | Naam             | Ploeg                  | Tijd      |
| ---------- | ---------------- | ---------------------- | --------- |
| Witte trui | Remco Evenepoel  | Quick Step-Alpha Vinyl | 18u57'17" |
| 2          | Carlos Rodriguez | INEOS Grenadiers       | + 4"      |
| 3          | Pavel Sivakov    | INEOS Grenadiers       | + 1'33"   |

| Plaats | Ploeg              | Tijd      |
| ------ | ------------------ | --------- |
|        | INEOS Grenadiers   | 56u56'00" |
| 2      | Bahrain-Victorious | + 31"     |
| 3      | Trek-Segafredo     | + 6'51"   |

Mannen: 1929 · 1930 · 1931 · 1932 · 1933 · 1934-1939 · 1940 · 1941 · 1942 · 1943 · 1944 · 1945-1946 · 1947 · 1948 · 1949 · 1950-1953 · 1954 · 1955 · 1956 · 1957 · 1958 · 1959 · 1960 · 1961 · 1962 · 1963 · 1964 · 1965 · 1966 · 1967 · 1968 · 1969 · 1970 · 1971 · 1972 · 1973 · 1974 · 1975 · 1976 · 1977 · 1978 · 1979 · 1980 · 1981 · 1982 · 1983 · 1984 · 1985 · 1986 · 1987 · 1988 · 1989 · 1990 · 1991 · 1992 · 1993 · 1994 · 1995 · 1996 · 1997 · 1998 · 1999 · 2000 · 2001 · 2002 · 2003 · 2004 · 2005 · 2006 · 2007 · 2008 · 2009-2015 · 2016 · 2017 · 2018 · 2019 · 2020 · 2021 · 2022 · 2023 · 2024 · 2025
Vrouwen: 2019 · 2020 · 2021 · 2022 · 2023 · 2024 · 2025